# Список античних географів

## Період Доеліністичної Греції
- Скілак Каріандський (VI ст. до н.е.)
- Анаксімандр Мілетський (610 — 547/540 до н.е.)
- Гекатей Мілетський (бл. 550 — 490 до н.е.)

## Період Еліністичної Греції
- Піфей (бл. 380 — бл. 310 до н.е.)
- Мегасфен (пом. бл. 290 до н.е.)
- Автолік з Пітани (бл. 360 — бл. 290 до н.е.)
- Дікеарх з Месени (III ст. до н.е.)
- Деймах (III ст. до н.е.)
- Ератосфен (бл. 276 — 194 до н.е.)
- Скімн Хіоський (II ст. до н.е.)
- Гіппарх (бл. 190 — 120 до н.е.)
- Агатархід (II ст. до н.е.)
- Посідоній (бл. 135 — 51 до н.е.)
- Псевдо-Скімн (I ст. до н.е.)
- Діодор Сицилійський (бл. 90 — 30 до н.е.)
- Олександр Полігістор (I ст. до н.е.)

## Період Римської імперії
- Страбон (64 до н.е. — 24 н.е.)
- Помпоній Мела (I ст.)
- Ісидор Харакський (I ст.)
- Муціан (I ст.)
- Пліній Старший (23 — 79)
- Марін Тірський (близько 70 — 130)
- Птолемей (90 — 168)
- Павсаній (II ст.)
- Агафедемон Олександрійський (II ст.)
- Діонісій Візантійський (II ст.)
- Агафемер (III ст.)
- Аліпій Антіохійський (IV ст.)
- Марціан з Гераклеї (IV ст.)
- Авіен (друга половина IV ст.)
- Касторій («Пейтингерова таблиця», IV ст.)
- Псевдо-Аріан (Періпл Чорного моря, V ст.)
- Маркіан (Коротка географія Артемідора, бл. 400 року)
- Агатемір (Короткий землеопис, рубіж III і IV ст.)

### Анонімні твори
- Анонімна географія (не раніше V ст.)
- Назви усіх провінцій (IV ст.)
- Дорожник Олександра (337-361 рр.)
- Повний опис всесвіту і народів (середина IV ст.)

## Період Візантійської імперії
- Стефан Візантійський (527—565)
- Козьма Індикоплов (VI ст.)